# Aeròdrom de São Filipe
L'Aeròdrom de São Filipe (codi IATA: SFL, codi OACI: GVSF) és el quart aeroport més usat de Cap Verd i es troba a l'illa de Fogo, a 2 kilòmetres al sud-est del poble de São Filipe unit per carretera directament amb el poble i prop del Oceà Atlàntic i dona servei a tota l'illa. Les dues últimes lletres del codi ICAO representen São Filipe. L'aeroport va ser inaugurat entre mitjans i finals del segle xx.
Al maig de 2011, la seva pista es va estendre a 1.500 metres per 30 metres d'ample de l'anterior longitud de 1.197 metres per 20 metres d'ample, a fi d'acomodar l'aterratge, rodatge i enlairament d'avions més grossos com "ATR 42" i "72 ATR". La totalitat de la terminal de l'aeroport fou remodelat completament després de l'ampliació de la pista.

## Aerolínies i destinacions
| Ciutats           | Nom de l'Aeroport                        | Aerolínies         |        |        |        |
| Àfrica            | Àfrica                                   | Àfrica             | Àfrica | Àfrica | Àfrica |
| ----------------- | ---------------------------------------- | ------------------ | ------ | ------ | ------ |
| Cap Verd          |                                          |                    |        |        |        |
| Illa de Boa Vista | Aeroport Internacional Aristides Pereira | Cabo Verde Express |        |        |        |
| Praia             | Aeroport Internacional Nelson Mandela    | TACV               |        |        |        |
| Illa de Sal       | Aeroport Internacional Amílcar Cabral    | Cabo Verde Express |        |        |        |